# Jean-Antoine Cambe
Jean-Antoine Cambe est un homme politique français né le 1er octobre 1765 à Rodez (Aveyron) et mort le 11 août 1830 à Paris.

## Biographie
Avocat, administrateur du département, il est élu député de l'Aveyron au Conseil des Cinq-Cents le 25 germinal an VII. Rallié au coup d'État du 18 Brumaire, il devient membre du Tribunat de 1800 à 1802.

## Sources
- « Jean-Antoine Cambe », dans Adolphe Robert et Gaston Cougny, Dictionnaire des parlementaires français, Edgar Bourloton, 1889-1891 [détail de l’édition]